# Przesyłka niejawnie nadzorowana
Przesyłka niejawnie nadzorowana – technika operacyjna polegająca na kontroli trasy obserwowanej przesyłki, w której wykryto materiały zabronione, dzieła sztuki lub inne pochodzące z przestępstwa, np. narkotyki, stosowana w celu ujęcia odbiorcy końcowego towaru. Realizuje się poprzez niejawne dołączenie do przesyłki nadajnika, częściej jednak przez zwykłe podążanie i stałą niejawną obserwację transportu operatora. W Polsce operatorzy mają obowiązek ustawowy umożliwiać działania służbom specjalnym w tym zakresie.